# Mitracephala humboldti
Mitracephala humboldti är en skalbaggsart som beskrevs av Thomson 1859. Mitracephala humboldti ingår i släktet Mitracephala och familjen Dynastidae. Inga underarter finns listade i Catalogue of Life.

## Bildgalleri

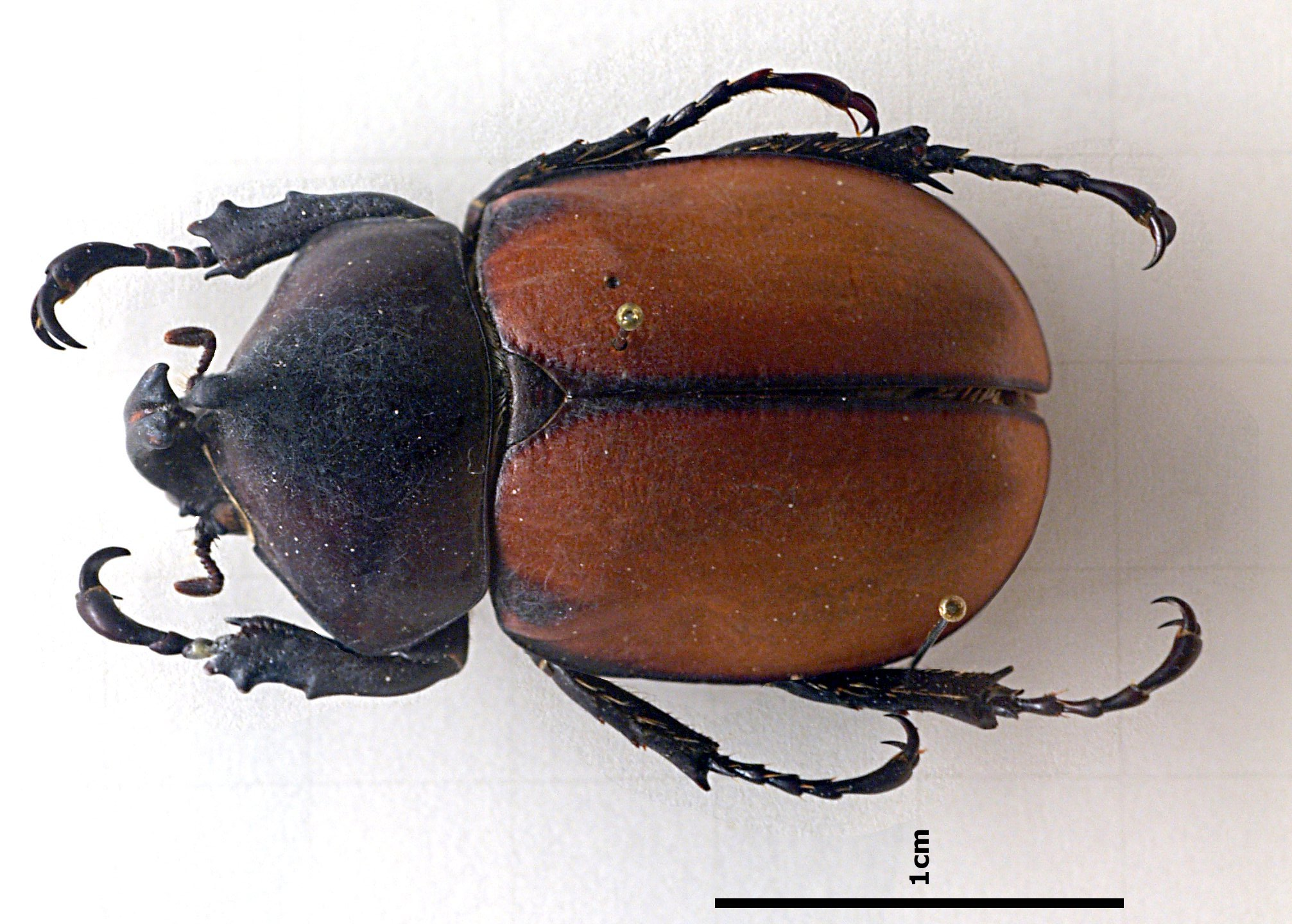